# Saint-Ouen-Marchefroy
Saint-Ouen-Marchefroy è un comune francese di 343 abitanti situato nel dipartimento dell'Eure-et-Loir nella regione del Centro-Valle della Loira.
Il territorio comunale è bagnato dalle acque del fiume Vesgre.

## Società

### Evoluzione demografica
Abitanti censiti